# Grupo Isaías
El Grupo Isaías es un conglomerado empresarial ecuatoriano. Es propiedad de los hermanos Roberto, William y Estéfano Isaías, quienes lideraron el crecimiento y la diversificación del grupo desde la década de 1980. Durante décadas han invertido en múltiples sectores como el de los medios de comunicación, las telecomunicaciones, la banca y la agroindustria.
Según el Servicio de Rentas Internas el grupo consta en su ranking como uno de los 42 grupos económicos más grandes de Ecuador, en el puesto 32. El grupo Isaías está conformado por 195 empresas. En 2006 sus ingresos totales fueron de 103 millones de dólares y en 2007 facturaron 117 millones.

## Confiscaciones
El 8 de julio de 2008, durante el gobierno de Rafael Correa se confiscaron activos del Grupo Isaías por más de 1000 millones de dólares. Fueron alrededor de 900 bienes los que tomó bajo su administración a través de la Agencia de Garantía de Depósitos (AGD), los que posteriormente fueron traspasados a la Unidad de Gestión y Ejecución de Derecho Público del Fideicomiso AGD-CFN No Más Impunidad (UGEDEP), cuya dirección estuvo a cargo de su primo Pedro Delgado.
Posteriormente, en tribunales internacionales, la ONU en un dictamen explayó que existió una violación a los Derechos Humanos al incautar arbitrariamente bienes al Grupo Isaías. El dictamen de la ONU se basó en los siguientes puntos principales: “Que la emisión del Mandato Constituyente No. 13, que prohibió de manera expresa la interposición de la acción de amparo constitucional u otra de carácter especial contra la resolución de la AGD e incluyó la instrucción de destituir, sin perjuicio de la responsabilidad penal a que hubiere lugar, a los jueces que avocar en conocimiento de este tipo de acciones, violó el derecho de los autores bajo el artículo 14 (1) del pacto, a un proceso con las debidas garantías en la determinación de sus derechos u obligaciones de carácter civil” (# 7.4 del Dictamen). 
El Comité de las Naciones Unidas “dictamina que el Estado parte violó el derecho de los autores bajo el artículo 14 (1) a un proceso con las debidas garantías en la determinación de sus derechos u obligaciones de carácter civil” (# 8 del Dictamen).
El 14 de agosto de 2008 el grupo financiero admitió que posee una deuda con el estado ecuatoriano calculada en más de 600 millones de dólares.